# Mathilde Pomès
Eulodie Mathilde Pomès (n. Lescurry, 18 de mayo de 1886 - † 1977) fue una poeta, traductora, crítica literaria, epistológrafa e hispanista francesa.

## Biografía
Estudiante de gran brillantez, licenciada en Ciencias Políticas y doctora por la Sorbona con una tesis sobre el Idearium español de Ángel Ganivet, fue quizá su origen pirenaico lo que la inclinó profesionalmente a la enseñanza del español. En 1916 se convirtió en la primera mujer en Francia en obtener una plaza de profesora agregada de Lengua Española.
En sus viajes a España trabó contacto con el círculo de los Baroja y con el grupo de la Sagrada Cripta de Pombo, reunido en torno a Ramón Gómez de la Serna, de quien traduciría en 1923 sus greguerías, en colaboración con Valery Larbaud y con el título Échantillons ("Muestras"), lo que la introdujo en el mundo de la traducción. Antes, gracias a una de las bolsas de viaje que otorgaba Albert Kahn, residió varios meses del año 1920 en América del Sur.
Pomès trabó una estrecha relación, personal y epistolar, con numerosos miembros de las tres generaciones literarias que llegaron a coexistir en la España anterior a la Guerra Civil: la del 98, la del 14 y, muy especialmente con la del 27. Así, de la primera, se carteó con Antonio Machado y con Miguel de Unamuno, el intelectual español que más le impactó, en opinión de la catedrática Elisa Ruiz;  de la segunda con Ortega y el ya citado Ramón; y de la del 27 tuvo una estrecha relación con Alberti, Altolaguirre, Cernuda, Gerardo Diego, García Lorca o Jorge Guillén y, sobre todo, con Pedro Salinas, de cuya esposa, Margarita Bonmatí, fue confidente epistolar muchos años.
La relación de Mathilde Pomès con sus amigos españoles no se limitaba a lo epistolar y a las traducciones, sino que se extendía al auxilio material. Así, ayudó a que Pedro Salinas obtuviera en 1914 un lectorado en la Sorbona, o colaboró, enviándole diseños y materiales y vendiendo sus productos entre sus amistades parisinas, con la tienda de artesanía que Zenobia Camprubí, la esposa de Juan Ramón Jiménez había abierto en Madrid para complementar los escasos ingresos del poeta. Entre 1920 y 1940 su pequeño salón de la calle Grenelle se convirtió en punto de encuentro privilegiado entre los intelectuales franceses y los autores de lengua española que llegaban a París, no solo españoles, sino también latinoamericanos, como Ricardo Güiraldes y su mujer Adelina del Carril, Carlos Morla Lynch, Gonzalo Zaldumbide o Ventura García Calderón. También acogió a Manuel Altolaguirre cuando llegó desorientado a París y medió para que Jorge Guillén fuera recibido por su ídolo Paul Valéry, con ocasión de una estancia del poeta francés en Madrid. Por esta labor de apoyo y difusión, que se tradujo en la publicación de una Anthologie de la Poésie Espagnole en 1934, Vicente Aleixandre consideraba a Mathilde Pomés “el verdadero cónsul de la poesía española en Europa”, mientras que Gómez de la Serna la trataba en sus cartas de “mi querida y admirada hada madrina”. El agradecimiento de los poetas españoles se manifestaría en la comida de homenaje que le brindaron el 10 de abril de 1931 en el restaurante Buenavista de Madrid, a la que asistieron, además de buena parte de los ya citados, otros como José Bergamín o Juan Guerrero.
Al producirse la sublevación militar el 18 de julio de 1936, Mathilde Pomès se encontraba con Pedro Salinas y Margarita Bonmatí  en Santander, donde el poeta dirigía unos cursos de verano en la Universidad Internacional Menéndez Pelayo, de la que era secretario general. La francesa hizo pasar por hijos suyos a los del matrimonio Salinas y así pudo sacarlos de España en un barco de bandera internacional fletado para evacuar a los profesores y alumnos extranjeros de la Universidad atrapados por el conflicto.
La relación de Pomès con la cultura española no se limitó al campo de la literatura, sino que se extendió al de la música. En este ámbito se carteó con Joaquín Turina y mantuvo una estrecha relación con Manuel de Falla y con el compositor catalán Frederic Mompou, que en 1928 puso música a su poema Le nuage ("La nube").
A partir de 1940, la diáspora de los intelectuales españoles tras la Guerra Civil y la invasión alemana de Francia hizo que se fueran espaciando los contactos con aquellos de Pomès, aunque siguió su intensa correspondencia con algunos de ellos en el exilio, sobre todo con el matrimonio Salinas, y se mantuvo vinculada a la literatura española con traducciones de novelas como Nada, de Carmen Laforet. También colaboró habitualmente en el diario ABC, donde entre 1967 y 1971 publicó unas memorias fragmentarias de su relación con España. En los últimos años su labor académica se consagró casi exclusivamente a la obra de Paul Valery.
La obra poética de Mathilde Pomès, poco difundida y reconocida, se mueve en la línea de la “poesía pura” de su amigo y maestro Paul Valéry.
Mathilde Pomès murió en 1977. Ese mismo año la Universidad Complutense de Madrid le consagró un grueso número monográfico de su revista, con el título Homenaje a Mathilde Pomès. Estudios sobre Literatura del siglo XX. Entre septiembre de 2016 y enero de 2017 la Biblioteca Nacional de España dedicó una exposición a una muestra reducida de su amplísimo epistolario (más de un millar de cartas con 160 corresponsales).

## Obras

### Poesía
- Ferveur (1928)
- Absence comblée (1933)
- Altitude ( 1938)
- Au bord de la nuit (1956)
- Orée (1958)
- La Grande année (1963)

### Ensayos y críticas
- "Ramón Gomez de la Serna" (La Vie des Peuples, 10-6-1922)
- "Miguel de Unamuno" (La Vie des Peuples, 10-4-1922)
- "À Grenade avec Manuel de Falla" (La Revue musicale 1934)
- Deux aspects de Montherlant : Montherlant et l'Espagne, La poésie de Montherlant (Les nourritures terrestres 1934)
- À Rome avec Montherlant (A. Bonne, 1951)
- Gabriela Mistral (Poètes d'aujourd'hui, Seghers, 1976)
- "Hommage à Valéry Larbaud : Valéry Larbaud et l'Espagne" (NRF Gallimard, septembre 1957)
- Dictionnaire français-espagnol-Dictionnaire espagnol-français (Hatier, 1939)

### Traducciones
- María Enriqueta Camarillo : Le Secret (con Agathe Valéry), 1922
- Ramón Gómez de la Serna : Échantillons. (Con Valéry Larbaud, 1923)
- Miguel de Unamuno: Trois nouvelles exemplaires et un prologue (con Jean Cassou) Le Sagitaire, 1925
- Anthologie de la poésie espagnole. Selección, traducción y comentarios  (Stock, 1938)
- Mariano Azuela Mauvaise graine (Gallimard, 1934)
- Gabriela Mistral: Poèmes choisis. (Stock, 1946)
- Ramón Gómez de la Serna : Seins (con Jean Cassou y Valéry Larbaud)
- José Ortega y Gasset Le spectateur tenté (Plon, 1958)
- Carmen Laforet Nada (con Marie-Madeleine Peignot y Maria Guzman (Bartillat)
- Jorge Isaacs María
- Francisco Goya y Lucientes La tauromaquia (traducción de la introduction, estudios y presentaciones de Enrique Lafuente Ferrari (1963)
- Mariano Brull Temps en peine
- Federico Garcia Lorca La Savetière Prodigieuse (Le magasin du spectacle : Revue mensuelle du théâtre et du cinéma", n° 1, 1946; L’Amicale, 1965)
- Pedro Calderon de la Barca La cena del Rey Baltasar, “El gran teatro del mundo (Klincsieck, 1957)
- Jacinto Benavente: Les intérêts crées. Roses d’automne (con Pierre Barkan) Presses du Compagnonnage, 1968.